# Keanu Neal
Keanu Neal (* 26. Juli 1995 in Webster, Florida) ist ein ehemaliger US-amerikanischer American-Football-Spieler auf der Position des Safeties in der National Football League (NFL). Er spielte von 2016 bis 2020 für die Atlanta Falcons sowie anschließend für die Dallas Cowboys, die Tampa Bay Buccaneers und die Pittsburgh Steelers.

## Frühe Jahre
Neal ging auf die Highschool in Bushnell, Florida. Später spielte er College Football für die Florida Gators der University of Florida. In seiner letzten Saison für das College spielte er 11 von 12 Spielen, verzeichnete 96 Tackles, eine Interception und zwei Sacks.

## NFL
Neal nahm am NFL Draft 2016 teil. Hier wurde er von den Atlanta Falcons in der ersten Runde an 17. Stelle ausgewählt. Noch vor der Regular Season zog sich Neal eine Verletzung im Knie zu. Daraufhin verpasste er die ersten zwei Saisonspiele. Er machte sein erstes NFL-Spiel am 26. September 2016 beim 45:32-Sieg gegen die New Orleans Saints am dritten Spieltag der Saison 2016. Nach der Saison erreichte er mit den Falcons den Super Bowl LI, welcher aber mit 28:34 gegen die New England Patriots verloren wurde. Eine Saison später wurde er das erste Mal für den Pro Bowl nominiert.
In seiner dritten NFL-Saison verletzte sich Neal am ersten Spieltag beim Spiel gegen die Philadelphia Eagles, sodass er den Rest der Saison auf die Injured Reserve List gesetzt wurde.
In seiner vierten NFL-Saison verletzte sich Neal erneut, diesmal am dritten Spieltag im Spiel gegen die Indianapolis Colts, und wurde auf die Injured Reserve List gesetzt.
In der Saison 2020 wirkte Neal in 15 Spielen mit und verzeichnete seinen ersten Sack.
Im März 2021 unterschrieb Neal einen Einjahresvertrag über fünf Millionen Dollar bei den Dallas Cowboys. Dort wechselte er auf die Position des Linebackers. Jedoch konnte er sich nicht gegen Micah Parsons und Leighton Vander Esch durchsetzen und wurde deshalb nur als Rotationsspieler eingesetzt. Nach der Saison entschied er sich, zukünftig wieder als Safety zu spielen.
Am 6. April 2022 nahmen ihn die Tampa Bay Buccaneers für ein Jahr unter Vertrag. Er bestritt 17 Spiele für Tampa Bay, davon acht als Starter, und fing eine Interception.
Am 4. April 2023 unterschrieb Neal einen Zweijahresvertrag bei den Pittsburgh Steelers. Er kam 2023 in neun Spielen zum Einsatz, bevor er verletzungsbedingt für den Rest der Saison ausfiel. Am 7. März 2024 wurde Neal von den Steelers entlassen.
Nachdem er in der Saison 2024 nicht gespielt hatte, gab Neal im Februar 2025 sein Karriereende bekannt.

## Persönliches
Keanu Neal wurde nach dem Schauspieler Keanu Reeves benannt. Sein Bruder Clinton Hart spielte auch in der NFL als Safety (San Diego Chargers, St. Louis Rams).